# ロッド・モーゲンスタイン
ロッド・モーゲンスタイン（英語: Rod Morgenstein、1953年4月19日 - ) は、アメリカのドラマー、音楽教育者。ウィンガーとディキシー・ドレッグスでの活動でよく知られている。
他に、フィオナ、プラティパス、スティーヴ・モーズ・バンド、およびザ・ジェリー・ジャムでも活動している。ジョーダン・ルーデスとルーデス／モーゲンスタイン・プロジェクトも行っており、ジャズ・イズ・デッドでもツアーに出た。『モダン・ドラマー』誌の最優秀プログレッシブ・ロック・ドラマーに1986年から1990年の間、5年連続で、1999年には最優秀オールラウンド・ドラマーに選出され、同誌の栄誉ドラマーとなった。
現在、マサチューセッツ州ボストンにあるバークリー音楽大学で教授として打楽器を教えている。モーゲンスタインはウィンガーでのツアーを継続している。また、『モダン・ドラマー』誌でコラムを書いている。
多種多様な音楽を演奏することでも知られている。

## 機材
モーゲンスタインは、プレミア・ドラム、エヴァンス・ドラムヘッド、セイビアン・シンバル、ヴィック・ファース・ドラムスティック、そしてLPパーカッションを使用している。過去には レモ・ドラムヘッドとパイステ・シンバルを使用していた。
ドラム: プレミア・シグニア・シリーズ (ジェニスタ・シリーズも使用):
- 22"x18" バス・ドラム (x2)
- 10"x9" ラック・タム
- 12"x10" ラック・タム
- 13"x11" ラック・タム
- 16"x16" フロア・タム
- 18"x16" フロア・タム
- 14"x6.5" スネア
- 14"x14" ピッコロスネア

ドラム・ヘッド: エヴァンス:
- スネア: G1 コーテッド又はパワーセンターリバースドット、300スネアサイド
- タム: EC2S クリアー又は G1 クリアー (両打面)
- バス・ドラム: EQ4 クリアー/EQ3 ブラック・バス・レゾ

ドラムスティック: ヴィック・ファース:
- ヴィック・ファース ロッド・モーゲンスタイン・シグニチュアモデル (長さ 16.12インチ、直径: 0.610インチ)

- 基本的に5Bと2Bの融合との記載あり
シンバル: セイビアン:
- AA レギュラー・ハイハット 13"
- HH チャイナ 漢 10"/AA スプラッシュ 10" (重ね置き)
- AA スプラッシュ 12"
- AA スプラッシュ 10"
- AA スプラッシュ 8"
- AAX ステージ･クラッシュ 18"/cymbal disc 12" (重ね置き)
- AAX ステージ･クラッシュ 16" (又はスタジオ・クラッシュ)
- AA スプラッシュ 10"
- Signature tri-top ride 21"
- HH チャイナ 20"
- HH シン･クラッシュ 18"

パイステ (1984年頃):
- RUDE 14" ハイハット
- Formula 602 11" スプラッシュ
- RUDE 16" クラッシュ・ライド
- RUDE 18" クラッシュ・ライド
- 2002 18" ミディアム
- RUDE 20" ライド／クラッシュ
- Formula 602 22" ヘビー
- 2002 20" チャイナ・タイプ
- Sound Creation 22" ダーク・チャイナ

1988年頃:
- 3000 14" サウンド･エッジ ハイハット
- Formula 602 11" スプラッシュ
- 3000 17" シン・クラッシュ
- 3000 18" シン・クラッシュ
- 3000 19" シン・クラッシュ
- RUDE 22" ライド／クラッシュ
- Sound Creation 20" ダーク・チャイナ

## ディスコグラフィ

### ディキシー・ドレッグス
- The Great Spectacular (1976年)
- 『フリー・フォール』 - Free Fall (1977年)
- 『ホワット・イフ』 - What If (1978年)
- 『ナイト・オブ・ザ・リヴィング・ドレッグス』 - Night of the Living Dregs (1979年)
- 『ドレッグス・オブ・ジ・アース』 - Dregs of the Earth (1980年)
- 『アンサング・ヒーローズ』 - Unsung Heroes (1981年) ※ザ・ドレッグス名義
- 『インダストリー・スタンダード』 - Industry Standard (1982年) ※ザ・ドレッグス名義
- Off the Record (1988年)
- Full Circle (1994年)

### スティーヴ・モーズ・バンド
- 『クルーズ・ミサイル』 - The Introduction (1984年)
- 『スタンド・アップ』 - Stand Up (1985年)
- 『ハイ・テンション・ワイヤーズ』 - High Tension Wires (1989年) ※スティーヴ・モーズ名義

### ウィンガー
- 『ウィンガー』 - Winger (1988年)
- 『イン・ザ・ハート・オブ・ザ・ヤング』 - In the Heart of the Young (1990年)
- 『プル』 - Pull (1993年)
- 『IV』 - IV (2006年)
- 『ライヴ』 - Winger Live (2007年)
- 『カーマ』 - Karma (2009年)
- 『ベター・デイズ・カミン』 - Better Days Comin (2014年)
- 『セヴン』 - Seven (2023年)

### フィオナ
- 『ハート・ライク・ア・ガン』 - Heart Like a Gun (1989年)

### ルーデス/モーゲンスタイン・プロジェクト
- Rudess/Morgenstein Project (1997年)
- The Official Bootleg (2001年)

### プラティパス
- 『ホエン・パス・カムズ・トゥ・シャヴ』 - When Pus Comes to Shove (1998年)
- Ice Cycles (2000年)

### ザ・ジェリー・ジャム
- The Jelly Jam (2002年)
- The Jelly Jam 2 (2004年)
- Shall We Descend (2011年)
- Profit (2016年)

## 参照
1. ↑  Schlenker, Dave (1992年9月11日). “Steve Morse and the Dregs on the road again”. Gainesville Sun 2014年1月31日閲覧。 {{cite news}}: |publisher=では太字とイタリック体は使えません。 (説明)⚠
2. ↑  Hochanadel, Michael (2002年4月5日). “Jazz is Dead to jam on Grateful Undead songs at Van Dyck”. The Daily Gazette 2014年1月31日閲覧。 {{cite news}}: |publisher=では太字とイタリック体は使えません。 (説明)⚠
3. ↑  Zimmerman, Curtis (1999年8月9日). “Jazz Is Dead Laughing Wake Water 'Wake Of The Laughing Flood'”. The Michigan Daily 2014年1月31日閲覧。 {{cite news}}: |publisher=では太字とイタリック体は使えません。 (説明)⚠
4. ↑  “About”.   rodmorgenstein.com. 2014年1月31日閲覧。
5. ↑  “Rod Morgenstein:Cross-Genre Ripping”. moderndrummer.com. (2010年11月15日) 2014年1月31日閲覧。